# Dimitrij Kralj
Dimitrij Kralj, slovenski sokolski organizator in kulturni delavec, * 15. julij 1905, Trst, Avstro-Ogrska, † 15. avgust 1988, Mesa, Arizona, Združene države Amerike.

## Življenje in delo
Rodil se je v številni družini 12-tih otrok policijskemu nadzorniku Ivanu Kralju in materi gospodinji tudi rojeni Kralj v tržaškem predmestju sv. Ivan. Leta 1919 se je družina preselila v Maribor. Končal je trgovsko akademijo. Po diplomi je najprej 10 let delal v podružnici Ljubljanske kreditne banke, nato pa do nemške okupacije v potovalni agenciji Putnik. Že v mladih letih je začel telovaditi pri Sokolu in bil v Mariboru eden njegovih vodilnih odbornikov: 10 let tajnik Sokola Maribor-Matica, tajnik gradbenega odseka društva  in pobudnik ustanovitve zadruge, ki je na Pohorju postavila Sokolski planinski dom. Vsa leta do okupacije je delal tudi v primorskem izseljeniškem društvu Nanos in bil aktiven odbornik v mariborski podružnici slovenskega planinskega društva Kot izpostavljeni narodni delavec je bil po zasedbi Maribora aprila 1941 skupaj z družino izgnan v Ljubljano. Tu se je pridružil četnikom. Spomladi 1945 se je s četniki umaknil v Kraljevino Italijo. Tri leta je preživel v begunskem taborišču v kraju Eboli v pokrajini Salerno. V tem času se je poročil s Tatjano Zanoškar, ki mu je v taborišču rodila sina Boruta. Leta 1948 se je družina skupaj s skupino jugoslovanskih taboriščnikov preselila v Zahodno Nemčijo, 1949 pa v ZDA. Tu se je družina naselila v mestu Milwaukee. Tudi v novem okolju je nadaljeval z društvenim delom: bil je odbornik Slovenskega društva Triglav, uspešno je pomagal in nastopal v njegovem igralskem odsek in vodil mladinske tečaje slovenščine. Do svojega 80-tega leta je bil predsednik Ameriško-jugoslovanskega društva, ki je bilo ustanovljeno na njegovo pobudo. Ko je bilo leta 1974 organizirano Predstavništvo Jugoslovanskega Sokola v Svobodnem svetu, je postal njegov blagajnik in kasneje tudi namestnik staroste Predstavništva. Bil je tudi blagajnik Zveze Sokolstva v Svobodnem svetu, organizacije, ki je povezovala češkoslovaško in jugoslovansko sokolstvo. To funkcijo je opravljal do smrti.